# Халил-пашино турбе и мезарје у Бања Луци
Подручје и остаци градитељске целине - Халил-пашино турбе и мезарје у Бањој Луци је непокретно кулурно добро у Републици Српској и Босни и Херцеговини и маузолеј са гробљем изграђено у част Халил паше Ливчанина, који је био адмирал османске морнарице и беглербег Босанског пашалука у 16. веку. Био је ожењен султанијом Фатмом, ћерком Мурата III.

## Опште информације
Турбе се израђује за богате и познатије људе. Оно је наткривено, понекад и ограђено, док поред њега може бити и нека друга грађевина попут џамије или чесма. Из османлијског времена у БиХ је остало много турбета која сведоче о нечијем делу и постојању, као што је то случај са Халил-пашиним турбететом у Бања Луци.

## Положај
Халил-пашино турбе са мезарјем се налази на простору Хисета, у Козарској улици, на пола пута између Доњег и Горњег Шехера, на левој обали Врбаса. Уз турбе је настао харем, у коме су укопи почели од краја 17. века, и трајали све до 1992/1995. године.

## Стање заштите
Током рата на простору Босне и Херцеговине Халил-пашино турбе је минирано 15. децембра 1993. године, након кога су остаци  деломично сачувани на локацији. Сакрофаг Халил-паше је у потпуности сачуван, док је уништен саркофаг његовог барјактара. Бројни нишани су током минирања јако оштећени, посебно они који су били у близини турбета. Након што је Халил-пашино турбе са мезарјем проглашено је за национални споменик Босне и Херцеговине, оно је обновљено 2014. године, док је сам гроб Халил-паше остао неоштећен, и њега није било потребе обнављати.

## Историја
Халил-пашино турбе је маузолеј изграђен у част адмирала османске морнарице Халил паша Ливчанина, рођеног у селу Липчима или Лијевче код Горњег Шехера данас Српске топлице у близини Бање Луке, (па су га назвали Лијевчанин) Након женидбе са Фатимом, ћерком Мурата III, постао је царски зет. Пред крај живота дошао је у Бању Луку као беглербег Босанског пашалука (1589-1595). Овом господару, након његове смрти и укопа 1590. године, турбе је по легенди подигао народ, као знак захвалности за његова добра дела. У турбету је био сахрањен и његов бајрактар.
Изградњу турбета у част Халил паше Ливчанина, Главни имам Меџлиса Исламске заједнице Бањалука Мурис еф. Спахић овако објашњава:
Турбе му је подигнуто због његових заслуга, био је добротвор, човек који је радио за народ, за своје људе и своју домовину. Народу је оставио у аманет велику имовину, цело своје село је увакуфио, оставио је имовину на коришћење исламској заједници, поклонио је цело село, саградио је џамију, а људи су из захвалности саградили турбе.

## Опис добра
Турбе је грађевина октогоналне основе димензија 9,05 x 9,5 м. Висина куполе је 7,25 м, која лежи на тромпама и преломљеним луковима.
Турбе је грађено клесаним кречњаком, “ледене седре”, чији су зидови дебљине 75 цм, док је купола од турске цигле (тугле), тугле. Улаз у објект је из харема са североистока, а портал је завршен сегментним луком, изнад кога је био постављен тарих на каменој плочи, а све уоквирује преломљени лук.
У унутрашњости турбета су три нише и три прозора наизменично постављени на сваком зиду, осим источног и онога на код  улаза. Сви су прозори су правоугаони, уоквирени каменим рамовима, а изнад прозорских отвора је изведен преломљени лук. Прозорска крила су дрвена. У прозорским отворима су ковани демири.
Изнад тамбура уздиже се купола, а висина зидова до почетка тамбура је 4,65 м. На тамбуру је био само један мали прозор полукружног завршетка. Како је објект био изграђен на терену под нагибом, један прозор на северозападној страни је био скоро у нивоу терена приступног пута, а изнад њега је била плоча са текстом о Халил-паши као адмиралу турске морнарице. Плоча је била на босанском језику.
У унутрашњости турбета налази се саркофаг беглербега Халил-паше и саркофа Халил-пашиног бајрактара.
Под у унутрашњости турбета је био поплочан каменим плочама правилног облика.
Када је са Халил-пашиног турбета је (као и са свих већих објеката), скинуто олово у току Првог светског рата, турбе је било покривено  бибер-црепом, неком врстом шаторастих кровића, којих је било осам.